# 清风楼 (沧州)

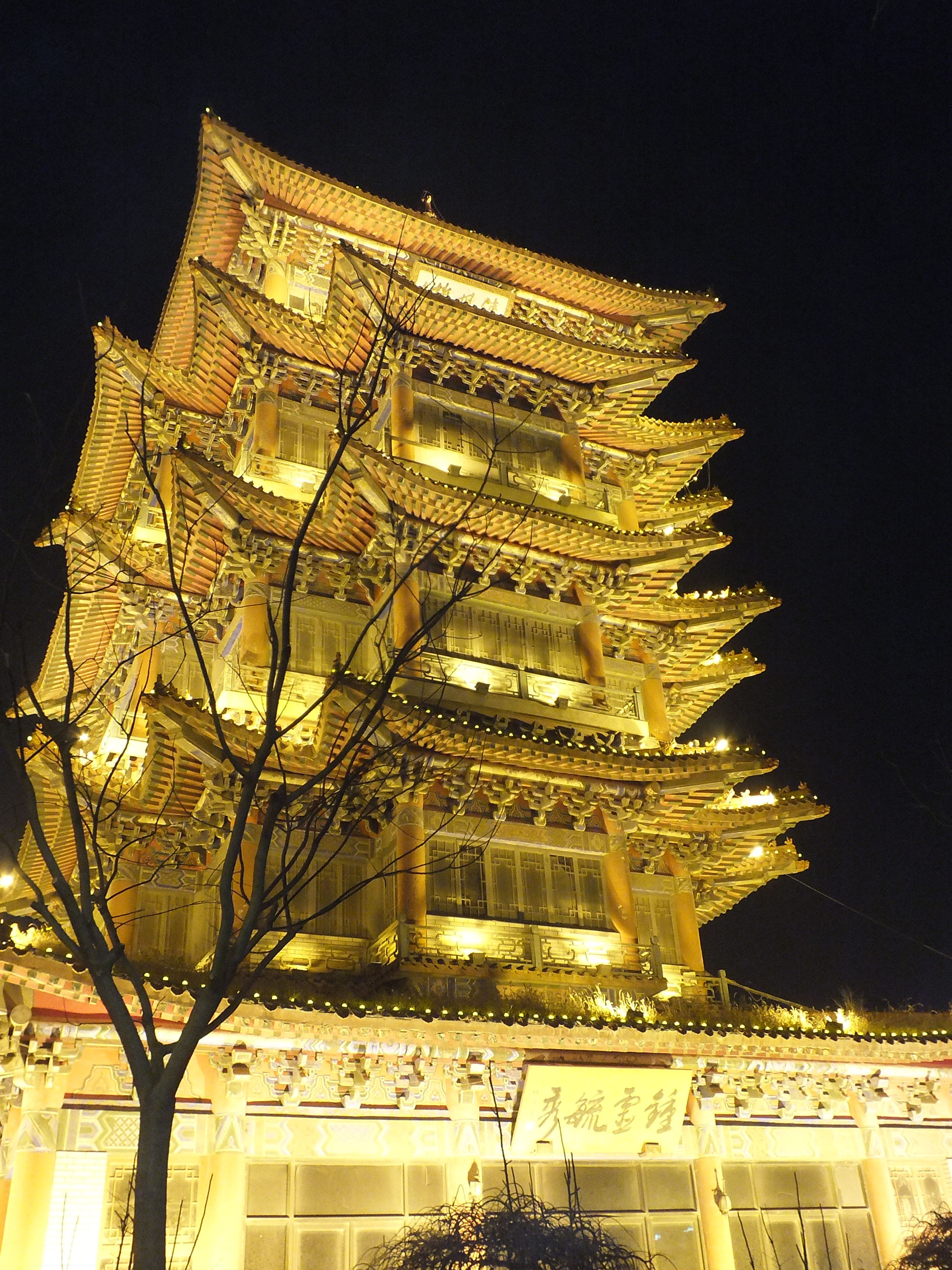
清风楼夜景，摄于2013年

清风楼是位于中国河北省沧州市運河區解放西路的仿古建筑，建于1992年，共5层，高30米，位于大运河畔，是沧州市的重要象征之一。
清风楼为现代依照古代文献记载复建，相传初建于西晋永康年间。元代诗人萨都剌有诗作《清风楼》提及此楼：“晋代繁华地，如今有此楼。暮云连海岱，明月满沧州。”五层东面重檐下挂有启功书写的“清风楼”牌匾。
2014年，沧州市市委、市政府启动清风楼维修改造工程，除对外部设施进行翻新修旧外，还在内部设置展厅、茶楼和观景台。一层展示沧州市历史文化相关资料，顶层为观景台及现代沧州成就展厅；余下三层为茶楼，以“清风雅调”“九河胜景”“和谐渤海”为主题，展示清风楼相关古代诗作及历史，各县市旅游景区及沧州非物质文化遗产相关内容。